# ラスティ・シュウィマー
ラスティ・シュウィマー（Rusty Schwimmer,  1962年8月25日 - ）は、アメリカ合衆国の女優、声優である。

## 来歴
1962年、イリノイ州シカゴ生まれ。シカゴで育ち、幼い頃からエンターテイメント業界に興味を抱いていた。もともとは歌手志望だったが、女優の道を選び、シカゴの舞台で経験を積み、ロサンゼルスへ渡る。1988年に『メモリーズ・オブ・ミー』で映画デビュー。それからはテレビ、映画、舞台などへコンスタントに出演し、スティーヴン・スピルバーグ監督の『アミスタッド』やヤン・デ・ボン監督の『ツイスター』などの話題作へ次々と出演。2000年に出演した『ジョン・ジョン・イン・ザ・スカイ』では主人公の少年と心を通わせる知的障害の女性を演じて印象を残している。また日本でも人気を得たテレビドラマ『HEROES』や『デスパレートな妻たち』などへも出演した。

## 出演作品

### 映画
- メモリーズ・オブ・ミー Memories of Me (1988)
- Addicted to His Love (1988) ※テレビ映画
- Running Against Time (1990)
- ハイランダー2 甦る戦士 Highlander II: The Quickening (1991)
- スリープウォーカーズ Sleepwalkers (1992)
- Getting Up and Going Home (1992) ※テレビ映画
- キャンディマン Candyman (1992)
- バディ・ハイウェイ/ 相棒いっちょうやったろうぜ！ T Bone N Weasel (1992)
- Darkness Before Dawn (1993)
- レックレス・ケリー/ 向こうみずで行こう! Reckless Kelly (1993)
- ジェイソンの命日 Friday the 13th: Anniversary of Jason (1993)
- リトル・プリンセス A Little Princess (1995)
- Down, Out & Dangerous (1995) ※テレビ映画
- The Crazysitter (1995)
- ローン・ジャスティス2 Lone Justice 2 (1995)
- ツイスター Twister (1996)
- スリーウイメン/ この壁が話せたら If These Walls Could Talk (1996) ※テレビ映画
- 審判 The Man Who Captured Eichmann (1996) ※テレビ映画
- グリッドロック Gridlock'd (1997)
- North Shore Fish (1997) ※テレビ映画
- Prison of Secrets (1997) ※テレビ映画
- アミスタッド Amistad (1997)
- ロス・ロコス Los Locos (1997)
- オールモスト・ヒーローズ/ 進め! アメリカ横断冒険野郎 Almost Heroes (1998)
- ピンク・ピンク・ライン The Thin Pink Line (1998)
- エドtv Edtv (1999)
- ジョン・ジョン・イン・ザ・スカイ John John in the Sky (2000)
- パーフェクト ストーム The Perfect Storm (2000)
- Buttleman (2003)
- ニューオーリンズ・トライアル Runaway Jury (2003)
- モーツァルトとクジラ Mozart and the Whale (2005)
- スタンドアップ North Country (2005)
- The Hawk Is Dying (2006)
- ビューティフル・ドリーマー Beautiful Dreamer (2006)
- Fly Like Mercury (2008)
- インフォーマント! Informant! (2008)
- セッションズ The Sessions (2012)
- Scrooge & Marley (2012)
- Perfect Sisters (2014)
- Sunken City (2014)

### テレビドラマ
- Parker Lewis Can't Lose (1991)
- ライフ・ゴーズ・オン Life Goes On (1991)
- ピケット・フェンス Picket Fences (1992, 1993, 1995)
- Stand by Your Man (1992)
- In the Heat of the Night (1993)
- Ned Blessing: The Story of My Life and Times (1993)
- ベルエアのフレッシュプリンス The Fresh Prince of Bel-Air (1994)
- ハリウッド・ナイトメア Tales from the Crypt (1994)
- Married with Children (1995)
- ER緊急救命室 ER (1995)
- シカゴ・ホープ Chicago Hope (1996)
- アリー my Love Ally McBeal (1997)
- プロビデンス Providence (1999)
- Judging Amy (2000)
- Xファイル X-File (2000)
- レディース・マン Ladies Man (2001)
- 堕ちた弁護士 -ニック・フォーリン- The Guardian (2001 - 2003)
- シックス・フィート・アンダー Six Feet Under (2002)
- アリス Arli$$ (2002)
- マイビッグファットライフ！ My Big Fat Greek Life (2003)
- ギルモア・ガールズ Gilmore Girls (2003)
- ボストン・パブリック Boston Public (2004)
- LAX LAX (2004)
- ボストン・リーガル Boston Legal (2004)
- ドラグネット Dragnet (2004)
- CSI:科学捜査班 CSI: Crime Scene Investigation (2004)
- ブロークン・トレイル 遥かなる旅路 Broken Trail (2006)
- WITHOUT A TRACE/FBI 失踪者を追え! Without a Trace (2006)
- クリミナル・マインド FBI行動分析課 Criminal Minds (2007)
- HEROES Heroes (2007)
- デスパレートな妻たち Desperate Housewives (2007)
- プライベート・プラクティス 迷えるオトナたち Private Practice (2007)
- NUMBERS 天才数学者の事件ファイル Numb3rs (2009)
- デイズ・オブ・アワ・ライブス Days of Our Lives (2009)
- BONES Bones (2010)
- 私はラブ・リーガル Drop Dead Diva (2010)
- Louie (2011)
- ロングマイヤ Longmire (2012)
- ジョージア Georgia (2012)
- Greetings! From Prison (2014)

### テレビアニメ
- アメリカン・ダッド American Dad! (2006)
- Holly Hobbie and Friends: Secret Adventures (2007) ※ビデオ短編
- Holly Hobbie and Friends: Best Friends Forever (2007) ※ビデオ短編